# Sulfochloration
La sulfochloration est un procédé chimique qui ajoute un groupe chlorure de sulfonyle -SO2Cl sur une structure carbonée. Cette réaction utilise en principe des alcanes linéaires comprenant 13 à 17 atomes de carbone, les composés aromatiques, les alcanes ramifiés, les oléfines ou les amines inhibent la réaction de propagation radicalaire.
Cette réaction s'obtient avec différents réactifs :
1. un mélange de dioxyde de soufre et de chlore en phase gazeuse,
2. l'acide chlorosulfurique,
3. le chlorure de sulfuryle.

## Mécanisme
La réaction avec le chlore et le dioxyde de soufre est la plus ancienne. Des brevets sur son utilisation au niveau industriel ont été déposés dans les années 1930 déjà. La réaction a lieu en phase gazeuse et est initiée via des radiations ultraviolettes:

{\displaystyle Cl_{2}\ {\xrightarrow[{}]{UV}}\ 2\ Cl^{.}}
{\displaystyle R-H+Cl^{.}\ \rightarrow \ R^{.}+HCl}
{\displaystyle R^{.}+SO_{2}\ \rightarrow \ RSO_{2}^{.}}
{\displaystyle RSO_{2}^{.}+Cl_{2}\ \rightarrow \ RSO_{2}Cl+Cl^{.}}
La neutralisation du chlorure ainsi formé avec de l'hydroxyde de sodium permet d'obtenir l'acide sulfonique correspondant.